# Sommersdorf (Gräfenthal)
Sommersdorf ist ein Ortsteil der Stadt Gräfenthal im Landkreis Saalfeld-Rudolstadt in Thüringen.

## Lage
Der Weiler Sommersdorf liegt auf einer hochplateauartigen Anhöhe des Thüringer Schiefergebirges. Die Nutzfläche liegt mitten im Wald. Die Zufahrtsstraße zweigt von der Landesstraße 1098 ab und wird vom Sommersdorfer Viadukt der Bahnstrecke Probstzella–Neuhaus am Rennweg gequert.

## Geschichte
Am 23. April 1394 wurde der Weiler erstmals urkundlich genannt. Derzeit (2012) wohnen 53 Personen im Ort.